# Autrement qu'être

Autrement qu'être ou au-delà de l'essence est un livre d'Emmanuel Levinas, paru en 1974. L'auteur cherche à y extraire une nouvelle compréhension de la subjectivité humaine. Il s'agit d'une des principales œuvres du philosophe.

## Présentation générale
Pour cela il entreprend d'abord, de délier « le Soi » originaire, de sa compréhension traditionnelle, comme conscience de soi, à travers l'activité de représentation. Se détournant des chemins empruntés par ses maîtres Husserl avec le « Soi transcendant » et Heidegger avec son « Dasein », il part de l'expérience la plus empirique du rapport éthique établi dans Totalité et Infini pour en faire le support d'une nouvelle approche de la subjectivité humaine.
L'expression utilisée dans le titre, « autrement qu'être », désigne ce qui est autrement que selon le mode de l'être. Il s'agit pour Levinas d'identifier une modalité de présence qui déchire la fabrique de l'être, qui est celle du rapport de force permanent. L'auteur s'inspire ici d'une expression de Platon qui, dans la République, questionne l'au-delà de l'essence. Levinas y fait référence dès le premier chapitre.
Cette œuvre marque une évolution par rapport à la précédente, Totalité et Infini. Ici, les accents heideggeriens ont largement disparu. Aussi, Levinas ne recourt plus à la notion de visage, mais utilise des notions moins imagées.